# الدنمارك في الألعاب الأولمبية
الدنمارك في الألعاب الأولمبية تعتبر الألعاب الأولمبية من أهم الأحداث الرياضية في الدنمارك تقوم اللجنة الأولمبية الدنماركية بالإشراف في شؤون مشاركات الدنمارك في الألعاب الأولمبية شاركت الدنمارك في جميع دورات الألعاب الأولمبية ماعدا دورة 1904 في سانت لويس في الولايات المتحدة، فازت الدنمارك بمشاركاتها في الألعاب الأولمبية الصيفية بمجموع 179 ميدالية منها 43 ذهبية و68 فضية و68 برونزية، أكثر الرياضات التي تنافس فيها الدنمارك هي الإبحار وسباق الدراجات الهوائية والتجديف والرماية وكرة اليد والسباحة والملاكمة وتنس الريشة والمبارزة وبدرجة أقل في الجمباز وألعاب القوى ورفع الأثقال والغطس والفروسية وكرة القدم والمصارعة وهوكي الحقل وكرة المضرب وتنس الطاوله.
في الألعاب الأولمبية الشتوية شاركت الدنمارك أول مرة في الألعاب الأولمبية الشتوية 1948 في سان موريتز في سويسرا، ولم تفز حتى الآن إلا بميدالية فضية فازت بها في دورة 1998 في منافسات الكيرلنج